# Кака (фудбалер)
Рикардо Изексон дос Сантос Леите (порт. Ricardo Izecson dos Santos Leite; Бразилија, 22. април 1982) познатији као Кака (порт. Kaká) или Рикардо Кака (порт. Ricardo Kaká), бивши је бразилски фудбалер, који је играо на позицији офанзивног везног. Захваљујући својим наступима као плејмекер, на свом врхунцу у Милану, у периоду који је био обиљежен његовим креативним пасовима, дриблинзима и головима, од стране многих означен је за једног од најбољих фудбалера своје генерације. Остварио је велике успјехе и на клупском и на репрезентативном нивоу, а један је од осам фудбалера у историји који су освојили Свјетско првенство, Лигу шампиона и Златну лопту.
Професионалну каријеру почео је 2001. са 18 година, у Сао Паулу, гдје је провео двије године, након чега је прешао у Милан 2003. Играо је финале Лиге шампиона 2004/05, када је Милан изгубио од Ливерпула, након што је водио 3:0 на полувремену. Завршио је као најбољи асистент такмичења и добио је награду за за најбољег клупског играча средине терена, од стране УЕФА. Предводио је Милан до освајања Лиге шампиона 2006/07; завршио је као најбољи стријелац такмичења, а због својих игара, освојио је Златну лопту, испред Кристијана Роналда и Лионела Месија, награде ФИФА фудбалер године, УЕФА клупски фудбалер године, као и награду IFFHS најбољи плејмејкер године. Након шест година у Милану, прешао је у Реал Мадрид 2009, за 67 милиона евра, поставши тако други најскупљи фудбалер свих времена у том тренутку, иза Кристијана Роналда. Након четири године у Реалу, током којих је имао проблема са повредама, 2013. се вратио у Милан, гдје је остао само једну сезону, након чега је прешао у Орландо Сити, али је прву сезону провео на позајмици у Сао Паулу. Године 2015, вратио се у Орландо, гдје је остао двије године, након чега је завршио каријеру 2017.
За репрезентацију Бразила дебитовао је 2002. и уврштен је на списак играча за Свјетско првенство 2002, када је, са Роналдом, Роналдињом и Ривалдом, предводио Бразил до пете титуле на свјетског првака. Био је члан тима и на првенствима 2006 и 2010. Био је члан тима на Купу конфедерација 2005, као и 2009, када је Бразил освојио турнир, а Кака је добио награду за најбољег играча.
Осим индивидуалних награда, у периоду од 2006. до 2009, по три пута је уврштен у FIFA FIFPro најбољих 11 на свијету и у УЕФА тим године, за најбољих 11 у Европи. Године 2010. ушао је у Кућу славних Милана. Као један од најпопуларнијих играча свог доба, постао је први спортиста који је дошао до десет милиона пратилаца на друштвеној мрежи Twitter. Познат је по свом хуманитарном раду, а постао је најмлађи амбасадор Свјетског програма хране Уједињених нација, 2004. Због свог доприноса на терену и ван њега, часопис Time, уврстио га је на свој списак 100 најутицајнијих људи на свијету, 2008. и 2009.

## Дјетињство
Рођен је у Гами, у Савезном дистрикту. Његова мајка  — Симоне дос Сантос Леите, била је учитељица у основној школи, а отац — Боско Изексон Переира Леите, биo је Грађевински инжењер. Имао је финансијски сигурно васпитање, које му је омогућило да се истовремено фокусира и на школу и на фудбал. Његов млађи брат Родриго, који је познатији као Дигао и његов рођак — Едуардо Делани, такође су били професионални фудбалери. Дигао га је звао „Кака” када су били мали, јер није умио да изговори Рикардо, што је касније узео као надимак када је почињао фудбалску каријеру. The word has no specific Portuguese translation.
Када је имао седам година, са породицом се преселио у Сао Пауло, у држави Сао Пауло. Школа му је средила да игра за локални клуб, који се звао Алфавил, са којим је играо финале локалног турнира. На турниру, примијетили су га скаути Сао Паула, који су му понудили мјесто у својој академији за младе. Са 18 година, имао је несрећу на базену, приликом чега је доживио фрактуру кичме која изазива парализу и била је опасна по наставак каријере. Успио је да се опорави, а свој опоравак приписује Богу и од тада, даје дио средстава које прима цркви.

## Клупска каријера

### Сао Пауло
Каријеру је почео у Сао Паулу, са осам година. Први уговор потписао је са 15 година и предводио је млади тим Сао Паула до освајања такмичења Копа де Жувенил. За први тим, дебитовао је 1. фебруара 2001, а постигао је 12 голова на 27 наступа у сезони, у којој је Сао Пауло по први пут освојио првенство Рио—Сао Пауло. У финалу такмичења, Кака је ушао са клупе у другом полувремену и постигао је два гола за два минута, у побједи од 2:1 против Ботафога.
Наредне сезоне, постигао је 10 голова на 22 утакмице и привукао је пажњу великог броја европских клубова. За Сао Пауло, укупно је одиграо 58 утакмица и постигао је 23 гола.

### Милан
Након интересовања бројних клубова, на љето 2003, прешао је у Милан, који је претходно освојио Лигу шампиона 2002/03., за 8,5 милиона евра, што је предсједник клуба Силвио Берлускони, касније описао као „кикирики”, алудирајући на то да је било јефтино. Након мјесец дана у клубу, ушао је у стартну поставу, гдје је на позицији офанзивног везног замијенио Руија Косту у првом тиму, иза нападача Јон дала Томасона, Филипа Инзагија и Андрија Шевченка. У Серији А дебитовао је у првом колу у сезони 2003/04, на утакмици против Анконе, коју је Милан добио 2:0. Први гол у лиги дао је у побједи од 3:1 на гостовању против Интера. Сезону је завршио са 10 постигнутих голова на 30 утакмица; такође, имао је неколико битних асистенција, као што је асистенција за Шевченка у побједи од 1:0 против Роме, којом је Милан стекао девет бодова испред Роме и касније освојио титулу. Осим Серије А, Милан је освојио и УЕФА суперкуп, а завршио је на другом мјесту у Суперкупу Италије и Интерконтинеталном купу. У Купу Италије, Милан је испао у полуфиналу од Лација, док је у Лиги шампиона испао у четвртфиналу од Депортиво Ла Коруње. У првој утакмици четвртфинала, Кака је постигао два гола у побједи од 4:1, док је у реваншу, Ла Коруња побиједила 4:0 и прошла у полуфинале. Добио је награду за фудбалера године у Италији, а био је номинован за Златну лопту, гдје је завршио на 15 мјесту, док је награду добио Шевченко, био је номинован и за награду ФИФА фудбалер године, гдје је завршио на деветом мјесту, а освојио је Роналдињо.
У сезони 2004/05, Милан је углавном играо са петорицом играча на средини терена и са једним нападачем, што је углавном био Шевченко. На средини, уз Каку су обично играли Ђенаро Гатузо, Кларенс Седорф, Масимо Амброзини и Андреа Пирло, који је играо на позицији плејмејкера и креирао шансе за саиграче. Милан је почео сезону освајањем Суперкупа Италије, побиједивши Лацио 3:0. У Серији А, постигао је седам голова на 36 утакмица, а Милан је завршио на другом мјесту, иза Јувентуса. У Купу Италије, испао је у четвртфиналу од Удинезеа, након пораза 4:1 у гостима. У Лиги шампиона, постигао је два гола и уписао пет асистенција, а Милан је дошао до финала, гдје је играо против Ливерпула у Истанбулу. На полувремену, Милан је водио 3:0. Кака је изборио слободни ударац у првом минуту, након којег је Паоло Малдини дао водећи гол; касније, започео је акцију из које је Ернан Креспо постигао други гол, након чега је асистирао Креспу за 3:0. У другом полувремену, Ливерпул је за шест минута постигао три гола и изједначио, након чега је побиједио 3:2 на пенале. Кака и Томасон су погодили из пенала за Милан, док су Сержињо, Пирло и Шевченко промашили. Меч је касније назван „Истанбулско чудо” и „утакмица деценије”, а означен је као једно од најбољих финала Лиге шампиона икада. Освојио је награду УЕФА за најбољег клупског плејмејкера године, а поново је био номинован за Златну лопту, гдје је завршио на деветом мјесту; био је номинован и за награду ФИФА фудбалер године, гдје је завршио на осмом мјесту.
У сезони 2005/06, постигао је први хет трик у домаћим такмичењима, у побједи од 4:1 против Кјева, 9. априла 2006; Серђо Пелисје је дао водећи гол за Кјево, Алесандро Неста је изједначио, а Кака је сва три гола постигао у другом полувремену. У полуфиналу Лиге шампиона, Милан је испао од Барселоне; у првој утакмици на Сан Сиру, Барселона је побиједила 1:0 голом Лудовика Жилија, док је реванш утакмица завршена 0:0 и Барселона је прошла у финале. У Купу, Милан је поново испао у четвртфиналу, од Палерма, након пораза 3:0 на гостовању. Кака је постигао 17 голова у Серији А, гдје је Милан завршио на другом мјесту, поново иза Јувентуса, али је након афере Калчополи, деградиран на треће мјесто, због одузимања 30 бодова. Трећу годину заредом, био је номинован за Златну лопту, али је завршио на 11 мјесту. Био је номинован и за награду ФИФА фудбалер године трећи пут заредом, а завршио је на седмом мјесту. Изабран је у УЕФА идеални тим сезоне и у FIFPro најбољих 11 по први пут у каријери.
Након одласка Шевченка у Челси на почетку сезоне 2006/07, постао је главни играч у офанзиви, играјући на позицији између нападача и везних играча, играјући на позицији офанзивног везног, а понекад и на позицији нападача или другог нападача, иза Инзагија. На дан 2. новембра 2006, постигао је први хет трик у Лиги шампиона, у побједи од 4:1 против Андерлехта у групној фази. Сезону је завршио као најбољи стријелац Лиге шампиона, са десет голова. Постигао је гол у осмини финала, за побједу од 1:0 против Селтика и пролаз Милана, након чега је постигао три гола у двомечу против Манчестер јунајтеда у полуфиналу. На првој утакмици, постигао је оба гола у поразу 3:2 на Олд Трафорду, након чега је постигао гол у побједи од 3:0 на Сан Сиру.
У финалу, Милан је побиједио Ливерпул 2:1, са два гола Инзагија. Код првог гола, изборио је слободни ударац, из којега је Пирло асистирао Инзагију, након чега је Кака асистирао Инзагију за 2:0. На дан 30. августа, проглашен је за најбољег европског играча и за најбољег нападача, а сврстан је и у УЕФА тим године, по други пут. Завршио је као други најбољи асистент у Лиги шампиона, са пет асистенција и добио је награду за IFFHS најбољег плејмејкера на свијету.
Сезону 2007/08, Милан је почео освајањем УЕФА суперкупа, побједом над Севиљом 3:1, а Кака је постигао трећи гол. При резултату 2:1, након што су голове постигли Инзаги и Марек Јанкуловски, оборен је у шеснаестерцу; шутирао је пенал, али је одбранио голман Севиље — Андрес Палоп, који је одбио лопту до њега и Кака је дао гол главом. На дан 30. септембра, играо је 200 утакмицу за Милан, у ремију 1:1 против Катаније, гдје је постигао гол из пенала. На дан 5. октобра, изабран је за FIFPro фудбалера године и изабран је у FIFPro најбољих 11 по други пут у каријери. На дан 2. децембра 2007, добио је Златну лопту, поставши осми играч Милана који је добио награду, а освојио је испред Кристијана Роналда и Лионела Месија.

„Он је комплетан играч.”

—Пеле о Каки, након што је добио награду за ФИФА фудбалера године 2007.
На дан 16. децембра, Милан је освојио Свјетско клупско првенство, побједом од 4:2 против Боке јуниорс у финалу; асистирао је Инзагију код два гола, првог и последњег на утакмици и добио је награду за најбољег играча такмичења. На дан 17. децембра, добио је награду за ФИФА фудбалера године, са 1,047 гласова, испред Месија са 504 и Кристијана Роналда са 426.
У јануару 2008, проглашен је за играча године у Серији А, добивши тако награду по други пут, а 29. фебруара 2008, продужио је уговор са Миланом до 2013. На дан 2. маја, часопис Time, сврстао га је на листу 100 најутицајнијих људи на свијету. На дан 14. октобра, ставио је отисак стопала на стадиону Маракана, у секцији посвећеној успоменама на најбоље бразилске фудбалере. Године 2009, поново се нашао на листи 100 најутицајнијих људи, по избору часописа Time. Сезону је завршио са постигнутих 15 голова у Серији А; био је номинован за ФИФА фудбалера године 2008, гдје је завршио на четвртом мјесту, као и за Златну лопту 2008, гдје је завршио на осмом мјесту. Био је на скраћеном списку од шест кандидата за награду Лауреус свјетски спортиста године за 2008, заједно са Роџером Федерером, Тајсоном Гејем, Мајклом Фелпсом, Кимијем Рејкенеом и Тајгером Вудсом; завршио је на другом мјесту, иза Федерера. На крају године, изабран је по трећи пут у FIFPro најбољих 11.
На дан 13. јануара, BBC је објавио да је Манчестер Сити послао понуду Милану за Каку од 100 милиона фунти, а директор Милана — Умберто Гандини, изјавио је да ће размотрити понуду само ако Кака договори личне услове са Ситијем. Кака је првобитно изјавио да жели да остане у Милану и да сања о томе да једног дана буде капитен тима, али је касније изјавио: „Ако Милан жели да ме прода, сјешћу и разговараћу. Али могу да кажем то да, докле год клуб не жели да ме прода, дефинитивно ћу остати.“ На дан 19. јануара, предсједник Милана — Силвио Берлускони, изјавио је да је Манчестер Сити одустао од понуде након разговора између клубова и да ће Кака остати у Милану. Навијачи Милана су, раније током тог дана, протестовали испред сједишта клуба, а након објаве Берлусконија, током ноћи су се окупили испред Какине куће, гдје су му аплаудирали и поздрављали га, а он им је бацио свој дрес кроз прозор. Сезону је завршио са 16 постигнутих голова у Серији А и завршио је на петом мјесту на листи стријелаца, док је Милан завршио на трећем мјесту, са истим бројем бодова као Јувентус, десет бодова мање од Интера. Био је номинован за награду ФИФА фудбалер године, гдје је завршио на четвртом мјесту другу годину заредом, док је у избору за Златну лопту завршио на шестом мјесту, а по трећи пут у каријери изабран је у УЕФА идеални тим.

### Реал Мадрид
На дан 3. јун 2009. објављено је да је новоизабрани предсједник Реал Мадрида — Флорентино Перез, послао понуду Милану за Каку од 68,5 милиона евра, Два дана касније, отишао је на утакмице са репрезентацијом. Вицепредсједник Милана — Адријано Галијани и Какин отац — Боско Леите, отпутовали су у Мексико на преговоре, након чега је Галијани изјавио: „Имали смо ручак и говорили о Каки. Не поричем то. Преговори постоје, али договор није још постигнут.“ На дан 4. јуна, Галијани је рекао за часопис Gazzetta dello Sport, да су финансијски разлози мотив што су започели преговоре, изјавивши: „Не можемо да дозволимо да Милан изгуби 70 милиона евра... Разлог ако Кака оде биће економски.“ На дан 8. јуна, Милан и Реал Мадрид, потврдили су да Кака прелази у Реал, са којим је потписао шестогодишњи уговор, за 67 милиона евра.
Представљен је у Реалу 30. јуна 2009, а дебитовао је 7. августа, у побједи од 5:1 против Торонта, у пријатељској утакмици. На дан 19. августа, постигао је први гол за клуб, у побједи од 5:0 против Борусије Дортмунд, у пријатељској утакмици. У такмичарским мечевима, дебитовао је 29. августа, у побједи од 3:2 против Депортиво ла Коруње, у Ла лиги. Први гол у лиги постигао је 23. септембра, из пенала, у побједи од 2:0 против Виљареала. Реал је сезону завршио на другом мјесту у лигу, иза Барселоне, док је Кака постигао осам голова и шест асистенција у Ла лиги, а девет голова и осам асистенција у свим такмичењима.
На дан 5. августа 2010. објављено је да је имао операцију лијевог кољена и да ће одсуствовати четири мјесеца. Након што се вратио тренинзима, тренер Реала — Жозе Мурињо, изјавио је да је имати Каку након опоравка од повреде, исто као имати к ново појачање. Након осам мјесеци паузе, вратио се на терен 3. јануара 2011. у побједи од 3:2 против Хетафеа; ушао је у игру у 77 минуту, умјесто Карима Бенземе. Након утакмице, изјавио је: „срећан сам што играм утакмицу поново и што сам закорачио на терен.“ Први гол након опоравка, постигао је 9. јануара, у побједи од 4:2 против Виљареала у Ла лиги, након асистенције Кристијана Роналда.
У марту 2011, задобио је повреду синдрома илиотибијалног тракта, што је друга најчешћа повреда кољена. Након опоравка од повреде, постигао је два гола против Валенсије, а сезону је завршио са седам голова и шест асистенција у свим такмичењима, на 20 утакмица, док је Реал освојио Куп краља и завршио на другом мјесту у Ла лиги.
На дан 27. септембра 2011, одиграо је један од најбољих мечева у Реал Мадриду; у побједи од 3:0 против Ајакса у Лиги шампиона, постигао је један гол, уписао једну асистенцију и започео контранапад, у којем су учествовали Месут Езил, Роналдо и Бензема, а због своје игре, изабран је за играча кола Лиге шампиона. Са том утакмицом, имао је један од најбољих почетака сезоне у каријери, са постигнута два гола, двије асистенције и изборен један пенал. У сезони2011/12. Реал је освојио Ла лигу, са 100 бодова, док је Кака постигао пет голова и уписао девет асистенција у лиги, односно осам голова и 14 асистенција у свим такмичењима. У Лиги шампиона, Реал је испао од Бајерн Минхена у полуфиналу, на пенале, гдје су Кака, Кристијано Роналдо и Серхио Рамос промашили пенал. У четвртфиналу Купа краља, Реал је испао од Барселоне.
Сезону 2012/13. почео је освајањем Суперкупа Шпаније, побједом од 4:2 против Барселоне. На дан 4. децембра, дао је гол за побједу од 4:1 против Ајакса, чиме је постао најбољи бразилски стријелац у Лиги шампиона, са 28 голова. Након утакмице изјавио је: „Ово је био важан гол за мене и надам се да ми је остало још голова да помогнем Реал Мадриду. Ово је била важна побједа и специјална ноћ.“ На дан 12. јануара 2013, на ремију 0:0 против Осасуне, ушао је у игру у 60 минуту, али је добио два жута картона за 18 минута и морао је да напусти игру. То му је био први црвени картон у дресу Реал Мадрида и први црвени картон након утакмице између Бразила и [[Фудбалска репрезентација Обале Слоноваче|Обале Слоноваче [[, на Свјетском првенству 2010. Реал Мадрид је сезону завршио на другом мјесту у Ла лиги, иза Барселоне, док су изгубили у финалу Купа краља од Атлетико Мадрида. У Лиги шампиона, Реал је испао у полуфиналу трећу годину заредом, од Борусије Дортмунд.
На дан 29. августа 2013, изјавио је да жели да напусти Реал, за који је постигао 29 голова, уз 32 асистенције на 120 утакмица у свим такмичењима, током четири сезоне. Почетком септембра 2013, на друштвеној мрежи Твитер, опростио се од Реал Мадрида и навијача.

### Повратак у Милан
На на дан 2. септембра 2013, Милан је потврдио да се Кака враћа у клуб, са којим је потписао двогодишњи уговор. Вриједност уговора била је четири милиона евра годишње, а узео је дрес са бројем 22, који је носио и први пут када је играо за Милан. Такође, постављен је за замјеник капитена. На дебију за клуб, био је капитен на утакмици против Чјаса, када му је капитенску траку дао голман — Марко Амелија.
На првој такмичарској утакмици за клуб, повриједио је лијеви мишић примицача, а одлучио је да не прима плату док се не опорави. На терен се вратио 19. октобра, у побједи од 1:0 против Удинезеа, када је ушао у 76 минуту умјесто Алесандра Матрија. На наредној утакмици, асистирао је Робињу за гол у ремију 1:1 против Барселоне у Лиги шампиона. Први гол, постигао је 30. октобра, у ремију 1:1 против Лација; ESPN је његов гол описао као „сензационални увијени шут са ивице терена у десни горњи угао.“ На дан 7. јануара 2014, постигао је свој стоти гол за Милан, за вођство од 1:0 против Аталанте, након чега је постигао још један гол у побједи 3:0. На дан 11. марта, постигао је гол у поразу 4:1 од Атлетико Мадрида, у осмини финала Лиге шампиона. На дан 29. марта 2014, постигао је два гола у побједи од 3:0 против Кјева, на својој 300 утакмици за Милан.
У јуну 2014, објављено је да преговара са Орландом, како би прешао у клуб у јануару 2015, када почиње МЛС лига.
На дан 30. јуна 2014, споразумно је раскинуо уговор са Миланом, иако му је остала још једна година уговора; активирао је клаузулу по којој може да оде ако се клуб не квалификује за европска такмичења. Сезону је завршио са седам постигнутих голова у Серији А и два у Лиги шампиона.

### Орландо Сити
На дан 2. јула, потписао је за Орландо, који је такмичење требало да почне тек у јануару 2015, по први пут у МЛС лиги. Потписом за клуб, постао је први означени играч у историји Орланда; што је правило које омогућава сваком тиму да има максимум три играча чије плате не спадају у правило о ограничењу плате коју тим може да даје свим играчима у сезони, познато као „Salary cap”. Правило о три означена играча донесено је 2007. када је Дејвид Бекам дошао у Лос Анђелес галакси и постало је познато као „Бекамово правило“. На представљању у клуб, изјавио је да је увијек желио да игра у Америци и да је један од главних разлога што је изабрао Орландо, тај што је власник Бразилац — Ренато Аугусто да Силва. Пошто МЛС лига почиње у јануару, отишао је на позајмицу у Сао Пауло током љета, што је назвао изузетно задовољавајућим.
Доласком у Орландо, постао је најплаћенији играч и историји МЛС лиге, са зарадом 6,6 милиона долара годишње и са гарантованом компензацијом од 7,2 милиона долара годишње, престигавши тако Клинта Демпсија, који је дошао у Сијетл саундерсе 2013, за 6,7 милиона долара годишње.

#### Позајмица у Сао Пауло
На дан 3. јула 2014, стигао је у Сао Пауло и почео је са тренинзима дан касније. На дан 27. јула 2014, дебитовао је за клуб у Серији А, у коју се вратио након 11 година, на утакмици против Гоијаса, и постигао је гол у 76 минуту, у поразу 2:1. На дан 4. септембра 2014, постигао је гол у побједи од 2:0 против Крисијуме, у другој рунди Копа Судамерикане. На дан 9. новембра 2014, постигао је гол у побједи од2:1 против Виторије.

#### Повратак у Орландо
На почетку 2015, вратио се у Орландо. Први гол за клуб, постигао је 5. фебруара, у побједи од 4:0 против Даласа, у пријатељској утакмици. На дан 23. фебруара, постигао је гол у ремију 1:1 против Њујорк Ситија, у пријатељској утакмици. На дан 8. марта, дебитовао је у МЛС лиги, гдје је постигао гол из слободног ударца, за реми 1:1 против Њујорк Ситија, што је био први гол Орланда у историји у такмичарским утакмицама. На дан 28. марта, постигао је гол уз асистенцију, за реми 2:2 против Монтреал импакта. У избору за играча мјесеца за март, завршио је на другом мјесту, иза Октавија Ривера.
На дан 13. априла 2015, постигао је гол из пенала, у побједи од 2:0 против Портланд тимберса. На дан 17. маја, постигао је гол, уз једну асистенцију, у побједи од 4:0 против браниоца титуле — Лос Анђелес галаксија, чиме је Орландо постао први клуб дебитант у лиги који је побиједио актуелног првака са више од три гола разлике. На дан 30. јуна, постигао је гол у 21 минуту, за побједу од 2:0 против Колумбус круа, у осмини финала Отвореног купа САД-а. На дан 5. јула, добио је први црвени картон у клубу, у ремију 1:1 против Рил Солт Лејка, након што је претходно постигао гол. Касније током мјесеца, изабран је за Ол-стар меч, гдје је био капитен тима. Меч је одигран на стадиону Дик спортинг парк, у Комерс Ситију. Постигао је гол из пенала, након чега је асистирао Давиду Виљи, у побједи од 2:1 против Тотенхема и добио је награду МВП за најкориснијег играча Ол-стара. Орландо је сезону завршио на седмом мјесту у Источној конференцији и није успио да постане први дебитантски клуб који се пласирао у плеј оф након Сијетл саундерса 2009. Кака је сезону завршио са девет голова и седам асистенција на 28 утакмица у МЛС лиги, уз један постигнут гол на два наступа у Купу.
Након што је, због повреде, пропустио прве три утакмице у сезони 2016, вратио се на терен 3. априла, на утакмици против Портланд тимберса, гдје је постигао један гол и уписао двије асистенције, у побједи од 4:1, захваљујући чему је изабран у тим недеље. У јулу 2016, изабран је у Ол-стар тим, заједно са Виљом и бившим саиграчем из Милана — Андреом Пирлом. Другу сезону у клубу, завршио је са девет голова и десет асистенција, на 24 утакмице, а Орландо није успио да се пласира у плеј оф поново.
На дан 5. марта, на првој утакмици у сезони 2017, против Њујорк Ситија, ухватио се за лијеву ногу у 11 минуту, због чега је морао да изађе из игре; Орландо је побиједио 1:0, а објављено је да Кака мора да паузира шест недеља, због истегнућа тетиве. На терен се вратио 29. априла и постигао је гол у побједи од 2:0 против Колорадо рапидса. Следеће недеље, постигао је гол у поразу 2:1 од Торонта. Трећи гол у сезони постигао је у ремију 2:2 против Спортинг Канзас Ситија. На дан 14. јуна, играо је на утакмици петог кола Купа, у поразу од Мајамија, који је тада тренирао његов бивши саиграч из Милана — Алесандро Неста. На дан 17. јуна, асистирао је за гол Матијасу Перезу Гарсији, у ремију 3:3 против Монтреал импакта. У наредном колу, асистирао је Скоту Сутеру, за изједначујући гол у последњем минуту, у ремију 1:1 против Сијетл саундерса. На дан 7. јула, изабран је за трећи Ол-стар меч заредом, гдје је постигао гол у ремију 1:1 против Аталанте, 29. јула.
Орландо је изгубио шансе за пласман у плеј оф 7. октобра, након побједе Њујорк ред булса против Ванкувер вајткапса 3:0. На дан 11. октобра 2017, објавио је да неће продужити уговор са Орландом за сезону 2018. Последњу званичну утакмицу за клуб играо је 15. октобра, у побједи од 1:0 против Колумбус круа, а сезону је завршио са шест постигнутих голова и пет асистенција, на 23 утакмице. За Орландо је играо још једном, играо у побједи од 6:1 против репрезентације Порторика, у хуманитарној утакмици одржаној ради прикупљања новца за опоравак Порторика након урагана Марија. Током три сезоне у Одланду, постигао је 24 гола и 22 асистенције, на 75 утакмица.

### Крај каријере
На дан 17. децембра 2017, објавио је да завршава каријеру, након што је одбио понуде Сао Паула и Милана. Потврдио је да жели да ради као директор за фудбалска питања и да му је Милан понудио позицију.

## Репрезентативна каријера

### Млада репрезентација и деби у сениорској
Уврштен је на списак играча за Свјетско првенство за играче до 20 година 2001 у Аргентини. У групној фази, Бразил је остварио све три побједе, против Њемачке 2:0, Ирака 6:1 и Канаде 2:0 и пласирао се у нокаут фазу са првог мјеста. У осмини финала, Бразил је побиједио Аустралију 4:0, а Кака је дао други гол. У четвртфиналу, Бразил је повео 1:0 против Гане, у 44 минуту, голом Адријана, али је Гана у последњих десет минута постигла два гола и пласирала се у полуфинале.
Неколико мјесеци касније, 31. јануара 2002, дебитовао је за сениорску репрезентацију Бразила, у побједи од 6:1 против Боливије, у пријатељској утакмици; ушао је у игру у 69 минуту умјесто Жуниња Паулисте. Први гол за репрезентацију, постигао је 7. марта 2002, у побједи од 6:1 против Исланда, у пријатељској утакмици. Селектор Бразила — Луис Фелипе Сколари, уврстио га је у тим за Свјетско првенство 2002, на којем су репрезентацију предводили Роналдо, Ривалдо и Роналдињо. Дебитовао је на првенству на утакмици трећег кола групне фазе, против Костарике, када је ушао у игру у 75 минуту, умјесто Ривалда, а Бразил је побиједио 5:2. До краја првенства више није играо, а Бразил је у финалу побиједио Њемачку и освојио пету титулу првака свијета.
Године 2003. био је капитен на КОНКАКАФ Златном купу, гдје је Бразил наступао са репрезентацијом до 23 године и завршио је на другом мјесту, изгубивши у финалу од Мексика 1:0 на продужетке. Кака је постигао три гола на турниру, два у четвртфиналу у побједи од 2:0 против Колумбије и један у полуфиналу, у побједи од 2:1 против Сједињених Америчких Држава на продужетке; постигао је гол у 89 минуту, којим је Бразил изборио продужетке.

### Куп конфедерација 2005. и Свјетско првенство 2006.
Био је члан тима на Купу конфедерација 2005, у Њемачкој. Играо је на свакој утакмици, а постигао је један гол, у побједи од 4:1 против Аргентине у финалу]].
Уврштен је у тим за Свјетско првенство 2006, а на првој утакмици, постигао је гол у побједи од 1:0 против Хрватске и проглашен је за играча утакмице. Бразил је изгубио у четвртфиналу од Француске 1:0, голом Тијерија Анрија.
„У 2006. био је дио „магичног квартета“, Кака и Роналдињо у средини, са нападачима Роналдом и Адријаном. Тим је био тежак и неизбалансиран, због чега је морао да ради позади на средини терена, а Кака је платио цијену.“— Тим Викери за ESPN, о репрезентацији Бразила на Свјетском првенству 2006.
На пријатељској утакмици против Аргентине, 3. септембра, у Лондону, ушао је у игру у 59 минуту, умјесто Данијела Карваља; у 88 минуту, узео је лопту на својој половини, након чега је претрчао Месија, а затим водио лопту до гола и постигао трећи гол на утакмици, за побједу од 3:0. Због убрзања и начина на који га је постигао, изјавио је да му је најбољи гол икада. На дан 12. маја 2007, због густог распореда који је имао, одустао је од наступа на Копа Америци 2007, коју је Бразил затим освојио. У репрезентацију се вратио 22. августа, у побједи од 2:0 против Алжира.

### Куп конфедерација 2009. и Свјетско првенство 2010.
Наступао је на Купу конфедерација 2009, гдје је носио број 10. Било му је то прво такмичење након Свјетског првенства 2006, а у првој утакмици групне фазе, против Египта, постигао је два гола, од чега други у 90 минуту из пенала, за побједу од 4:3. У финалу, Бразил је играо против Сједињених Америчких Држава, које су водиле 2:0 на полувремену; Бразил је преокренуо у другом полувремену и побиједио 3:2, а Кака је добио награду за играча утакмице, након чега је добио Златну лопту, за најбољег играча турнира.
Уврштен је у састав тима за Свјетско првенство 2010, гдје је поново носио дрес са бројем 10. На утакмици другог кола групне фазе, против Обале Слоноваче, уписао је двије асистенције у побједи од 3:0, након чега је, у 88 минуту, добио црвени картон, због два жута картона. Други жути картон добио је због ударања лактом Абдула Кадера Кеите, што је изазвало бројне полемике, јер су многи тврдили да није требало да добије други жути. На утакмици осмине финала, у побједи од 3:0 против Чилеа, асистирао је код гола Луису Фабијану. У четвртфиналу, Бразил је изгубио од Холандије 2:1, након преокрета, са два гола Веслија Снајдера; Кака је завршио као један од шесторице играча са по три асистенције, иза Бастијана Швајнштајгера.

### Каснија каријера
Након више од годину дана одсуствовања из репрезентације због повреде, 27. октобра 2011, уврштен је на списак играча за пријатељске утакмице против Габона и Египта у новембру. Накнадно је морао да буде искључен из тима због повреде листа и није играо ни на једној утакмици.

„Најбољи фудбалер са којим сам икада играо? То је Роналдо, феномено. Други Роналдо, Кристијано, вјероватно улази у мојих топ пет, али гледао сам како Феномено ради ствари које нико други никада није урадио.“

—Кака 2013, о Роналду, као најбољем играчу са којим је играо.
Поново је позван у репрезентацију 28. септембра 2012, за пријатељске утакмице против Ирака и Јапана у октобру. Након што је добио позив, изјавио је: „признајем да је овај позив био изненађујући.... Када је списак објављен, био сам веома срећан. Било је то као да ми је први позив.“ Селектор Бразила — Мано Манезес, рекао је да, упркос томе што су Кака и Оскар слични, моћи ће да играју заједно јер је Кака у последње вријеме промијенио стил игре. На свом повратку у тим, постигао је гол у побједи од 6:0 против Ирака, уз асистенцију Оскару, након чега је постигао гол и против Јапана, у побједи од 4:0, гдје је Нејмар дао два гола. Играо је и на хиљадитој утакмици у историји репрезентације, у ремију 1:1 против Колумбије, 14. новембра 2012.
На дан 5. марта, нови селектор репрезентације — Луис Фелипе Сколари, позвао га је у тим за пријатељске утакмице против Италије у Лондону и Русије у Женеви, крајем марта. Ипак, није уврштен у тим за Куп конфедерација 2013, као ни у тим за Свјетско првенство 2014. Након скоро 18 мјесеци, нови селектор репрезентације — Дунга, у октобру 2014, уврстио га је на списак играча за пријатељске утакмице против Аргентине и Јапана. На дан 1. маја 2015, изабран је међу седам потенцијалних замјена за Копа Америку 2015, али није позван у састав тима за турнир. У августу 2015, позван је у тим за пријатељски утакмицу против Костарике у септембру, гдје је ушао у игру у 67 минуту умјесто Лукаса Лиме, што му је био 90 наступ за Бразил. Након повреде Дагласа Косте, Дунга га је позвао у састав тима за Копа Америку сентенарио. На дан 30. маја 2016, у побједи од 2:0 против Панаме у пријатељској утакмици, ушао је у игру у 80 минуту умјесто Филипеа Кутиња. Почетком јуна, задобио је повреду мишића и морао је да пропусти Копа Америку, гдје га је замијенио Гансо; више није добијао позив за реализацију.

## Стил игре и пријем
Означен као један од најбољих фудбалера своје генерације, на сајту ФИФА описан је као играч који има „способност да готово без напора пролази поред противника, пружа пасове за раздвајање одбране и досљедно погађа са дистанце.“ Током периода у Милану, средином 2000-их и током боравка у Реал Мадриду, прије повреда, које су утицале на његову покретљивост, био је брз, окретан, радник на терену, вјешт и креативан тимски играч, са добрим темпом, контролом лопте, покретом и балансом, способан да дриблинзима пролази играче један на један, као и за контранападе. Хваљећи његову брзину и елеганцију са лоптом, Карл Мачет је 2017. написао за Bleacher Report:
„Његов ход, посебно када је имао посјед, био је очаравајући. Разумно необичног стаса за плејмејкера, везног играча високог мало више од шест стопа, Кака се и даље могао окретати и убрзати поред дефанзивца на исти начин на који би управљали играчи са бројем 10 са нижим центром гравитације. Али тај исти елегантни, дугоноги корак учинио га је незаустављивим у трку.“
Тим Викери је за ESPN написао: „кад Кака трчи напријед са лоптом, има снагу теретног воза. Оженио је снагу са финесом. Једном када је његово убрзање редуковано, недостајало му је суптилности да засија као раније.“ Карл Анка је за BBC написао да су му проблеми са кољенима и препонама одузели експлозивност која му је била потребна како би управљао средином терена, као и да је 2009. већ био у опадању. Анка је такође написао да је то што је последњи освојио награду за ФИФА фудбалера године, 2007, прије доминације Месија и Кристијана Роналда током наредне деценије, његов положај у фудбалу био „изгубљен у магли“ и да је његова величина нестала из вида.
Роналдињо је изјавио: „за двије, можда три сезоне у Милану, био је најбољи на свијету. Није постојало ништа што не може да уради“, док је Андреа Пирло изјавио: „постојао је тренутак када тимови просто нису знали како да га зауставе.“ Хваљен је због својих дриблинга из средине, као у због визије и пасова, који су му омогућавали да асистира саиграчима. Углавном је играо на позицији офанзивног везног, одакле је знао често да постиже голове, ствара прилике и да дијели асистенције. Као универзалан фудбалер, могао је да игра и на неколико позиција у нападу, као крилни нападач нападу, као други нападач, а повремено у врху напада или у дубље у средини, као плејмејкер. Поред тога, имао је снажан и прецизан, унутар и изван шеснаестерца, са било којом ногом, иако је природно дешњак; такође је био добар извођач пенала и слободних удараца.

## Приватни живот
Са дјевојком из дјетињства — Каролином Селисо, оженио се 23. децембра 2005, у цркви у Сао Паулу. У марту 2008, добио је сина — Луку Селисо Лиете, док је у априлу 2011. добио ћерку — Изабелу. Године 2015, Кака и Селисо, објавили су на друштвеним мрежама да се разводе.
Добио је италијанско држављанство 12. фебруара 2007. Има уговор са компанијом Adidas, у што га је спрјечавало да се појави у фото колекцији се рекламама често појављивао, а такође, има уговор са компанијом Armani, који га је спријечио да се нађе у колекцији слика фудбалера Милана које је објавила компанија Dolce & Gabbana почетко 2007.
Заједно са Роналдињом, појавио се на омоту италијанске верзије видео игре FIFA 07, једној од видео игара FIFA, од компаније EA Sports; такође, појавио се на омоту неколико регионалних верзија видео игре FIFA 11 FIFA 12, и FIFA 16. Појавио се у видео игри FIFA 20, као дио ултимативног тима легенди.

„У свлачионици, сједио сам између Малдинија и Роналда, који ме је питао хоћу ли да будем дио његовог клана, показујући ми копију Плејбоја или хоћу да будем у Какином клану, који је имао неколико црквених ствари у свлачионици.“

—Алешандре Пато о Роналду и Каки током периода у Милану 2007.
Изјавио је да му је Раи, бивши бразилски фудбалер и капитен Сао Паула узор. Најбољи пријатељ му је Маурисио Сарагоса, који је такође био професионални фудбалер, с били су кумови један другоме на вјенчањима. Такође је близак пријатељ са фудбалером Колумбије — Радамелом Фалкаом.
У априлу 2012, постао је први спортиста који је достигао 10 милиона пратилаца на друштвеној мрежи Twitter, а до марта 2015, био је пети најпраћенији спортиста на друштвеним мрежама, иза Кристијана Роналда, Лионела Месија, Дејвида Бекама и Нејмара, са 33 милиона пратилаца на друштвеној мрежи Facebook.
Кака је евангелиста и активни је члан цркве Христовог Васкрсења у Сао Паулу. Постао је прилично религиозан са 12 година, о чему је изјавио: „научио сам да је вјера та која одлучује да ли ће се нешто десити или не.“ Након Свјетског првенства 2002, освајања Серије А са Миланом 2004. и освајање Лиге шампиона 2007, скидао је дрес како би открио мајицу испод њега на којој је писало „припадам Христу“; такође, исти натпис, уз “Бог је вјеран“, носио је на копачкама. Током славља након побједе 4:1 против Аргентине, у финалу Купа конфедерација 2005, заједно са неколико саиграча, носио је мајице на којима је писало „Христ вас воли“, на неколико језика. Док је примао награду за ФИФА фудбалера године 2007, изјавио је да је, када је био млађи само желио да буде професионални фудбалер у Сао Паулу и да је хтио да одигра једну утакмицу за репрезентацију Бразила, али да му је Бог дао више него што је икада тражио. Иако дијеле заједничке циљеве, није члан организације „Спортисти Христа“. Током прославе голова, обично је показивао према небу, као гест којим се захваљује Богу. Његов омиљени музички жанр је вјерска музика, док му је омиљена књига Библија. У интервјуу за бразилски часопис O Globo, изразио је жељу да постане евангелички свјештеник.
Од новембра 2004, био је Амбасадор против глади, програма Уједињених нација, а у том тренутку, постао је најмлађа особа на тој позицији. У августу 2015, објавио је да је уписао студије спортског маркетинга на Универзитету Винтер парк у Флориди. On 5 January 2019, he announced his engagement to Brazilian model Carolina Dias on Instagram. Био је један од неколико фудбалера који су подржали кандидатуру Жаира Болсонара за предсједника, на изборима 2018.

## Статистика каријере

### Клубови
| Клуб              | Сезона            | Лига               | Лига   | Лига | Куп    | Куп  | Континентално | Континентално | Остало | Остало | Укупно | Укупно | Реф.            |
| Клуб              | Сезона            | Лига               | Утакм. | Гол. | Утакм. | Гол. | Утакм.        | Гол.          | Утакм. | Гол.   | Утакм. | Гол.   | Реф.            |
| ----------------- | ----------------- | ------------------ | ------ | ---- | ------ | ---- | ------------- | ------------- | ------ | ------ | ------ | ------ | --------------- |
| Сао Пауло         | 2001.             | Бразилска Серија А | 27     | 12   | 7      | 1    | 5             | 0             | 16     | 4      | 55     | 17     |                 |
| Сао Пауло         | 2002              | Бразилска Серија А | 22     | 9    | 9      | 6    | —             | —             | 17     | 8      | 48     | 23     |                 |
| Сао Пауло         | 2003              | Бразилска Серија А | 10     | 2    | 5      | 0    | —             | —             | 7      | 5      | 22     | 7      |                 |
| Сао Пауло         | Укупно            | Укупно             | 59     | 23   | 21     | 7    | 5             | 0             | 40     | 17     | 125    | 47     | —               |
| Милан             | 2003/04.          | Серија А           | 30     | 10   | 4      | 0    | 10            | 4             | 1      | 0      | 45     | 14     | [ 299 ]         |
| Милан             | 2004/05.          | Серија А           | 36     | 7    | 1      | 0    | 13            | 2             | 1      | 0      | 51     | 9      | [ 299 ]         |
| Милан             | 2005/06.          | Серија А           | 35     | 14   | 2      | 0    | 12            | 5             | —      | —      | 49     | 19     | [ 299 ]         |
| Милан             | 2006/07.          | Серија А           | 31     | 8    | 2      | 0    | 15            | 10            | —      | —      | 48     | 18     | [ 299 ]         |
| Милан             | 2007/08.          | Серија А           | 30     | 15   | 0      | 0    | 8             | 2             | 3      | 2      | 41     | 19     | [ 299 ]         |
| Милан             | 2008/09.          | Серија А           | 31     | 16   | 1      | 0    | 4             | 0             | —      | —      | 36     | 16     | [ 299 ]         |
| Милан             | Укупно            | Укупно             | 193    | 70   | 10     | 0    | 62            | 23            | 5      | 2      | 270    | 95     | —               |
| Реал Мадрид       | 2009/10.          | Ла лига            | 25     | 8    | 1      | 0    | 7             | 1             | —      | —      | 33     | 9      | [ 299 ]         |
| Реал Мадрид       | 2010/11.          | Ла лига            | 14     | 7    | 3      | 0    | 3             | 0             | —      | —      | 20     | 7      | [ 300 ]         |
| Реал Мадрид       | 2011/12.          | Ла лига            | 27     | 5    | 4      | 0    | 8             | 3             | 1      | 0      | 40     | 8      | [ 301 ]         |
| Реал Мадрид       | 2012/13.          | Ла лига            | 19     | 3    | 2      | 1    | 6             | 1             | —      | —      | 27     | 5      | [ 302 ]         |
| Реал Мадрид       | Укупно            | Укупно             | 85     | 23   | 10     | 1    | 24            | 5             | 1      | 0      | 120    | 29     | —               |
| Милан             | 2013/14.          | Серија А           | 30     | 7    | 1      | 0    | 6             | 2             | —      | —      | 37     | 9      | [ 303 ]         |
| Сао Пауло         | 2014.             | Бразилска Серија А | 19     | 2    | 0      | 0    | 5             | 1             | —      | —      | 24     | 3      | [ 299 ]         |
| Орландо Сити      | 2015.             | MLS                | 28     | 9    | 2      | 1    | —             | —             | —      | —      | 30     | 10     | [ 304 ] [ 305 ] |
| Орландо Сити      | 2016.             | MLS                | 24     | 9    | 0      | 0    | —             | —             | —      | —      | 24     | 9      | [ 304 ] [ 305 ] |
| Орландо Сити      | 2017.             | MLS                | 23     | 6    | 1      | 0    | —             | —             | —      | —      | 24     | 6      | [ 304 ] [ 305 ] |
| Орландо Сити      | Укупно            | Укупно             | 75     | 24   | 3      | 1    | —             | —             | —      | —      | 78     | 25     | —               |
| Укупно у каријери | Укупно у каријери | Укупно у каријери  | 461    | 149  | 44     | 9    | 102           | 31            | 46     | 19     | 654    | 208    | —               |

1. ↑  Укључује Копа Меркосул, Копа Судамерикану, Лигу шампиона и Куп УЕФА
2. ↑  Укључује Шампионат Паулиста, Турнир Рио—Сао Пауло, Суперкуп Италије, Суперкуп Шпаније, УЕФА суперкуп, Интерконтинентални куп и Свјетско клупско првенство

### Репрезентација
| Репрезентација | Година | Наступи | Голови |
| -------------- | ------ | ------- | ------ |
| Бразил         |        |         |        |
| 2002           | 5      | 1       |        |
| 2003           | 10     | 5       |        |
| 2004           | 8      | 3       |        |
| 2005           | 13     | 3       |        |
| 2006           | 11     | 5       |        |
| 2007           | 12     | 5       |        |
| 2008           | 3      | 1       |        |
| 2009           | 13     | 3       |        |
| 2010           | 7      | 1       |        |
| 2012           | 3      | 2       |        |
| 2013           | 2      | 0       |        |
| 2014           | 2      | 0       |        |
| 2015           | 2      | 0       |        |
| 2016           | 1      | 0       |        |
| Укупно         | Укупно | 92      | 29     |

### Голови за репрезентацију
Ажурирано након утакмице игране 29. маја 2016.
| ‡ | Гол из пенала |

| Број | Датум               | Локација                            | Противник        | Гол за | Коначан резултат | Такмичење                                 |
| ---- | ------------------- | ----------------------------------- | ---------------- | ------ | ---------------- | ----------------------------------------- |
| 1.   | 7. март 2002.       | Кујаба, Бразил                      | Исланд           | 3:0    | 6:1              | Пријатељска                               |
| 2.   | 19. јул 2003.       | Мајами, САД                         | Колумбија        | 1:0    | 2;0              | КОНКАКАФ златни куп 2003.                 |
| 3.   | 19. јул 2003.       | Мајами, САД                         | Колумбија        | 2:0    | 2;0              | КОНКАКАФ златни куп 2003.                 |
| 4.   | 23. јул 2003.       | Мајами, САД                         | Сједињене Државе | 1:1    | 2:1              | КОНКАКАФ златни куп 2003.                 |
| 5.   | 7. септембар 2003.  | Баранкиља, Колумбија                | Колумбија        | 2:1    | 2:1              | Квалификације за Свјетско првенство 2006. |
| 6.   | 11. октобар 2003.   | Куритиба, Бразил                    | Уругвај          | 1:0    | 3:3              | Квалификације за Свјетско првенство 2006. |
| 7.   | 28. април 2004.     | Будимпешта, Мађарска                | Мађарска         | 1:0    | 4:1              | Пријатељска                               |
| 8.   | 10. октобар 2004.   | Маракаибо, Венецуела                | Венецуела        | 1:0    | 5:2              | Квалификације за Свјетско првенство 2006. |
| 9.   | 10. октобар 2004.   | Маракаибо, Венецуела                | Венецуела        | 2:0    | 5:2              | Квалификације за Свјетско првенство 2006. |
| 10.  | 27. март 2005.      | Гојанија, Бразил                    | Перу             | 1:0    | 1:0              | Квалификације за Свјетско првенство 2006. |
| 11.  | 29. јун 2005.       | Франкфурт, Немачка                  | Аргентина        | 2:0    | 4:1              | Куп конфедерација 2005.                   |
| 12.  | 10. новембар 2005.  | Абу Даби, УАЕ                       | УАЕ              | 1:0    | 8:0              | Пријатељска                               |
| 13.  | 4. јун 2006.        | Женева, Швајцарска                  | Нови Зеланд      | 3:0    | 4:0              | Пријатељска                               |
| 14.  | 13. јун 2006.       | Берлин, Немачка                     | Хрватска         | 1:0    | 1:0              | Свјетско првенство 2006.                  |
| 15.  | 3. септембар 2006.  | Лондон, Енглеска                    | Аргентина        | 3:0    | 3:0              | Пријатељска                               |
| 16.  | 10. октобар 2006.   | Стокхолм, Шведска                   | Еквадор          | 2:1    | 2:1              | Пријатељска                               |
| 17.  | 15. новембар 2006.  | Базел, Швајцарска                   | Швајцарска       | 2:0    | 2:1              | Пријатељска                               |
| 18.  | 24. март 2007.      | Гетеборг, Шведска                   | Чиле             | 2:0    | 4:0              | Пријатељска                               |
| 19.  | 12. септембар 2007. | Фоксбороу, САД                      | Мексико          | 2:1    | 3:1              | Пријатељска                               |
| 20.  | 17. октобар 2007.   | Рио де Жанеиро, Бразил              | Еквадор          | 3:0    | 5:0              | Квалификације за Свјетско првенство 2010. |
| 21.  | 17. октобар 2007.   | Рио де Жанеиро, Бразил              | Еквадор          | 5:0    | 5:0              | Квалификације за Свјетско првенство 2010. |
| 22.  | 18. новембар 2007.  | Лима, Перу                          | Перу             | 1:0    | 1:1              | Квалификације за Свјетско првенство 2010. |
| 23.  | 11. октобар 2008.   | Сан Кристобал, Венецуела            | Венецуела        | 1:0    | 4:0              | Квалификације за Свјетско првенство 2010. |
| 24.  | 6. јун 2009.        | Монтевидео, Уругвај                 | Уругвај          | 4:0    | 4:0              | Квалификације за Свјетско првенство 2010. |
| 25.  | 15. јун 2009.       | Блумфонтејн, Јужноафричка република | Египат           | 1:0    | 4:3              | Куп конфедерација 2009.                   |
| 26.  | 15. јун 2009.       | Блумфонтејн, Јужноафричка република | Египат           | 4:3    | 4:3              | Куп конфедерација 2009.                   |
| 27.  | 6. јул 2010.        | Дар ес Салам, Танзанија             | Танзанија        | 4:0    | 5:1              | Пријатељска                               |
| 28.  | 11. октобар 2012.   | Малме, Шведска                      | Ирак             | 3:0    | 6:0              | Пријатељска                               |
| 29.  | 16. октобар 2012.   | Вроцлав, Пољска                     | Јапан            | 4:0    | 4:0              | Пријатељска                               |

## Успјеси

### Клупски
Сао Пауло
- Куп Сао Паула за јуниоре (1):
  - 2000.
- Трофеј Рио-Сао Пауло (1):
  - 2001.

Милан
- Првенство Италије (2):
  - 2004.
- Суперкуп Италије (1):
  - 2004.
- Лига шампиона (1):
  - 2007.
- Светско клупско првенство (1):
  - 2007.
- Суперкуп Европе (2):
  - 2004, 2008.

Реал Мадрид
- Ла лига (1):
  - 2011/12.
- Куп краља (1):
  - 2010/11.

### Репрезентација
- Свјетско првенство (1)
  - 2002.
- Куп конфедерација (2)
  - 2005. 2009.

### Индивидуално
- Избор у идеалан тим КОНКАКАФ златног купа (1):
  - 2003.
- Најбољи страни фудбалер Серије А (3):
  - 2004, 2006, 2007.
- Најбољи фудбалер Серије А (2):
  - 2004, 2007.
- ФИФПро 1
  - 2007.
- Најбољи везни играч Лиге шампиона (1):
  - 2005.
- УЕФА тим године (2):
  - 2006, 2007.
- Најбољи нападач Лиге шампиона (1):
  - 2007.
- Најбољи стрелац Лиге шампиона (1):
  - 2007.
- Златна лопта (1):
  - 2007.
- Избор у идеалан тим Купа конфедерација: (1):
  - 2009.
- Најбољи играч Купа конфедерација (1):
  - 2009.